# Стоп-лінія

Дорожній знак 5.62 «Місце зупинки» або «Стоп-лінія»

Стоп-лінія — горизонтальна розмітка, що вказує місце, де водій повинен зупинитися за наявності знака «Проїзд без зупинки заборонено» або при сигналі світлофора чи регулювальника, що забороняє рух.